# Delta Andromedae
Delta Andromedae (δ And, δ Andromedae), som är stjärnans Bayerbeteckning, är ett multipelstjärnsystem i den södra delen av stjärnbilden Andromeda. Baserat på parallaxmätningar befinner den sig på ett avstånd av ungefär 105,5 ljusår (32,3 parsek ) från solen.

## Nomenklatur
Bortsett från Bayer-beteckningen, fick den även beteckningen Delta av Elijah H. Burritt i dennes stjärnatlas.

## Egenskaper
Delta Andromedae är en spektroskopisk dubbelstjärna med en lång omloppsperiod på cirka 15 000 dygn (41 år) och en skenbar magnitud på cirka 3,28. Primärstjärnan i det spektroskopiska paret har spektralklass K3 III, vilket indikerar att det är en jättestjärna.  Den utvecklades sannolikt från en stjärna i huvudserien av typ F efter att ha förbrukat vätet i dess kärna. Sekundärstjärnan antas vara relativt svag, eftersom det inte har observerats interferometriskt. Stjärnan har två optiska följeslagare, varav den närmaste kan vara en omkretsande röd dvärg av klass M3 med en separation av minst 900 astronomiska enheter (AE).
Ett överskott av infraröd strålning från δ Andromedae har antytt att den kan vara omgiven av ett stoftskal. År 2003 bestämdes att det mer sannolikt rör sig om en omgivande stoft- och fragmentskiva.